# Pyrrhura pfrimeri
Pyrrhura pfrimeri là một loài chim trong họ Psittacidae.